# Prix Jacques Le Marois
El Aga Khan Studs Prix Jacques Le Marois, es una carrera de caballos pura sangre inglés  que se disputa en el hipódromo de Deauville-La Touques durante el meeting de carreras veraniego de dicho hipódromo. 
Se trata de una carrera de Grupo 1 reservada a caballos y yeguas de tres años en adelante sobre 1600 metros en línea recta con premios de 1 000 000 de euros.

## Historia
La primera edición de la carrera se celebró en 1921 y lleva el nombre del Conde Jacques Le Marois, presidente de la Societé des Courses de Deauville, y que había fallecido el año anterior. Hasta 1952 la carrera se reservaba únicamente a potros machos de tres años, después se abrió a caballos entéricos y yeguas de tres años en adelante.
El hipódromo de Deauville estuvo cerrado durante la Segunda Guerra Mundial y el Prix Jacques Le Marois no se disputó en 1940. Posteriormente se disputó en los hipódromos de Maisons-Laffitte (1941–43, 1945) y ParisLongchamp (1944). Volvió a disputarse en Deauville en 1946.
El Haras de Fresnay-le-Buffard, propiedad de la Familia Niarchos y anteriormente de Marcel Boussac, patrocinó la carrera desde 1986 hasta 2024, llamándose desde entonces Prix du Haras de Fresnay-le-Buffard-Jacques Le Marois. A partir de 2025, Aga Khan Studs, yeguada propiedad del Aga Khan, patrocinará la carrera.
Desde 2010 forma parte de la Breeders' Cup Challenge. El ganador es automáticamente invitado a disputar la Breeders' Cup Mile del año en curso.
Es la carrera más prestigiosa del veraniego Meeting de Deauville

## Récords
- Tiempo récord : 1'33"40, Moonlight Cloud (2013)

Caballos con más victorias (2):
- Miesque - (1987, 1988), Spinning World (1996, 1997), Palace Pier (2020, 2021), Inspiral (2022, 2023).

Jockeys con más victorias (8):
- Lanfranco Dettori - Dubai Millennium (1999), Muhtathir (2000), Librettist (2006), Al Wukair (2017), Palace Pier (2020, 2021), Inspiral (2022, 2023)

Entrenadores con más victorias (7):
- François Boutin - Nonoalco (1974), Miesque (1987,1988), Priolo (1990), Hector Protector (1991), Exit to Nowhere (1992), East of the Moon (1994)
- André Fabre - Polish Precedent (1989), Miss Satamixa (1995), Vahorimix (2001), Banks Hill (2002), Manduro (2007), Ésotérique (2015), Al Wukair (2017)

Propietario con más victorias (10):
- Marcel Boussac - Zariba (1922), Xander (1928), Cillas (1938), Sémiramide (1939), Priam (1944), Coaraze (1945), Djelal (1947), Golestan (1948), Arbèle (1952), Canthare (1953)

## Palmarés desde 1970
| Año  | Ganador          | S/E | País        | Padre              | Jockey                | Entrenador          | Proprietario                                | Segundo           | Tercero            | Tiempo   |
| ---- | ---------------- | --- | ----------- | ------------------ | --------------------- | ------------------- | ------------------------------------------- | ----------------- | ------------------ | -------- |
| 2023 | Inspiral         | h.4 | Reino Unido | Frankel            | Lanfranco Dettori     | John & Thady Gosden | Cheveley Park Stud                          | Big Rock          | Light Infantry     | 1'36"62  |
| 2022 | Inspiral         | h.3 | Reino Unido | Frankel            | Lanfranco Dettori     | John & Thady Gosden | Cheveley Park Stud                          | Light Infantry    | Erevann            | 1'34"07  |
| 2021 | Palace Pier      | m.4 | Reino Unido | Kingman            | Lanfranco Dettori     | John & Thady Gosden | Hamdan bin Mohammed Al Maktoum              | Poetic Flare      | Order of Australia | 1'35"96  |
| 2020 | Palace Pier      | m.3 | Reino Unido | Kingman            | Lanfranco Dettori     | John Gosden         | Hamdan bin Mohammed Al Maktoum              | Alpine Star       | Circus Maximus     | 1'38’‘06 |
| 2019 | Romanised        | m.4 | Irlanda     | Holy Roman Emperor | William-James Lee     | Ken Condon          | Robert Ng                                   | Shaman            | Line of Duty       | 1'35"16  |
| 2018 | Alpha Centauri   | h.3 | Irlanda     | Mastercraftsman    | Colm O'Donoghue       | Jessica Harrington  | Familia Niarchos                            | Recoletos         | With You           | 1'34"27  |
| 2017 | Al Wukair        | m.3 | Francia     | Dream Ahead        | Lanfranco Dettori     | André Fabre         | Al Shaqab Racing                            | Inns of Court     | Thunder Snow       | 1'38".51 |
| 2016 | Ribchester       | m.3 | Reino Unido | Iffraaj            | William Buick         | Richard Fahey       | Godolphin                                   | Vadamos           | Ervedya            | 1'36"16  |
| 2015 | Ésotérique       | h.5 | Francia     | Danehill Dancer    | Pierre-Charles Boudot | André Fabre         | Barón Édouard de Rothschild                 | Territories       | Wild Chief         | 1'36"12  |
| 2014 | Kingman          | m.3 | Reino Unido | Invincible Spirit  | James Doyle           | John Gosden         | Khalid Abdullah                             | Anodin            | Olympic Glory      | 1'41"90  |
| 2013 | Moonlight Cloud  | h.5 | Francia     | Invincible Spirit  | Thierry Jarnet        | Freddy Head         | George Strawbridge                          | Olympic Glory     | Intello            | 1'33"39  |
| 2012 | Excelebration    | m.4 | Irlanda     | Exceed And Excel   | Christophe Soumillon  | Aidan O'Brien       | Derrick Smith, John Magnier & Michael Tabor | Cityscape         | Elusive Kate       | 1'34"60  |
| 2011 | Immortal Verse   | h.3 | Francia     | Pivotal            | Gérald Mossé          | Robert Collet       | Richard C.Strauss                           | Goldikova         | Sahpresa           | 1'38"30  |
| 2010 | Makfi            | m.3 | Francia     | Dubawi             | Christophe Soumillon  | Mikel Delzangles    | Mathieu Offenstadt                          | Goldikova         | Paco Boy           | 1'39"40  |
| 2009 | Goldikova        | h.4 | Francia     | Anabaa             | Olivier Peslier       | Freddy Head         | Wertheimer & Frère                          | Aolaam            | Virtual            | 1'33"50  |
| 2008 | Tamayuz          | m.3 | Francia     | Nayef              | Davy Bonilla          | Freddy Head         | Hamdan Al Maktoum                           | Natagora          | Major Cadeaux      | 1'36"40  |
| 2007 | Manduro          | m.5 | Alemania    | Monsun             | Stéphane Pasquier     | André Fabre         | Barón George von Ullmann                    | Holocene          | Turtle Bowl        | 1'37"40  |
| 2006 | Librettist       | m.4 | Reino Unido | Danzig             | Lanfranco Dettori     | Saeed bin Suroor    | Godolphin                                   | Manduro           | Peeress            | 1'43"10  |
| 2005 | Dubawi           | m.3 | Reino Unido | Dubai Millennium   | Kerrin McEvoy         | Saeed bin Suroor    | Godolphin                                   | Whipper           | Valixir            | 1'37"90  |
| 2004 | Whipper          | m.3 | Francia     | Miesque's Son      | Christophe Soumillon  | Robert Collet       | Richard Strauss                             | Six Perfections   | My Risk            | 1'38"40  |
| 2003 | Six Perfections  | h.3 | Francia     | Celtic Swing       | Thierry Thulliez      | Pascal Bary         | Familia Niarchos                            | Domedrive         | Telegnosis         | 1'38"30  |
| 2002 | Banks Hill       | h.4 | Francia     | Danehill           | Olivier Peslier       | André Fabre         | Khalid Abdullah                             | Best of the Bests | Turtle Bow         | 1'35"00  |
| 2001 | Vahorimix        | m.3 | Francia     | Linamix            | Olivier Peslier       | André Fabre         | Jean-Luc Lagardère                          | Banks Hill        | Noverre            | 1'38"80  |
| 2000 | Muhtathir        | m.5 | Reino Unido | Elmaamul           | Lanfranco Dettori     | Saeed bin Suroor    | Godolphin                                   | Sendawar          | Kingsalsa          | 1'34"60  |
| 1999 | Dubai Millennium | m.3 | Reino Unido | Seeking The Gold   | Lanfranco Dettori     | Saeed bin Suroor    | Godolphin]]                                 | Slickly           | Dansili            | 1'44"30  |
| 1998 | Taiki Shuttle    | m.4 | Japón       | Devil's Bag        | Yukio Okabe           | Kazuo Fujisawa      | Taiki Farm Inc                              | Among Men         | Cape Cross         | 1'37"40  |
| 1997 | Spinning World   | m.4 | Francia     | Nureyev            | Cash Asmussen         | Jonathan Pease      | Familia Niarchos                            | Daylami           | Neuilly            | 1'34"40  |
| 1996 | Spinning World   | m.3 | Francia     | Nureyev            | Cash Asmussen         | Jonathan Pease      | Familia Niarchos                            | Vetheuil          | Shaanxi            | 1'39"10  |
| 1995 | Miss Satamixa    | h.3 | Francia     | Linamix            | Sylvain Guillot       | André Fabre         | Jean-Luc Lagardère                          | Sayyedati         | Shaanxi            | 1'35"70  |
| 1994 | East of the Moon | h.3 | Francia     | Private Account    | Cash Asmussen         | François Boutin     | Stavros Niarchos                            | Sayyedati         | Mehtaaf            | 1'35"70  |
| 1993 | Sayyedati        | h.3 | Reino Unido | Shadeed            | Walter Swinburn       | Clive Brittain      | Mohamed Obaida                              | Ski Paradise      | Kingmambo          | 1'39"80  |
| 1992 | Exit to Nowhere  | m.4 | Francia     | Irish River        | Cash Asmussen         | François Boutin     | Stavros Niarchos                            | Lahib             | Cardoun            | 1'40"80  |
| 1991 | Hector Protector | m.3 | Francia     | Woodman            | Freddy Head           | François Boutin     | Stavros Niarchos                            | Lycius            | Danseuse du Soir   | 1'39"40  |
| 1990 | Priolo           | m.3 | Francia     | Sovereign Dancer   | Alain Lequeux         | François Boutin     | Ecurie Skymarc Farm                         | Linamix           | Distant Relative   | 1'38"20  |
| 1989 | Polish Precedent | m.3 | Francia     | Danzig             | Cash Asmussen         | André Fabre         | Sheikh Mohammed al Maktoum                  | French Stress     | Magic Gleam        | 1'37"30  |
| 1988 | Miesque          | h.4 | Francia     | Nureyev            | Freddy Head           | François Boutin     | Stavros Niarchos                            | Warning           | Gabina             | 1'38"60  |
| 1987 | Miesque          | h.3 | Francia     | Nureyev            | Freddy Head           | François Boutin     | Stavros Niarchos                            | Nashmeel          | Hadeer             | 1'36"00  |
| 1986 | Lirung           | m.4 | Alemania    | Connaught          | Steve Cauthen         | Heinz Jentzch       | Gestüt Fährhof                              | Regal State       | Efisio             | 1'36"40  |
| 1985 | Vin de France    | m.3 | Reino Unido | Foolish Pleasure   | Éric Legrix           | Patrick Biancone    | Daniel Wildenstein                          | Vertige           | River Mist         | 1'38"20  |
| 1984 | Lear Fan         | m.3 | Reino Unido | Roberto            | Pat Eddery            | Guy Harwood         | Ahmed bin Salman                            | Palace Music      | Siberian Express   | 1'34"90  |
| 1983 | Luth Enchantée   | h.3 | Francia     | Be My Guest        | Maurice Philipperon   | John Cunnington Jr. | Paul de Moussac                             | L'Émigrant        | Montekin           | 1'35"90  |
| 1982 | The Wonder       | m.4 | Francia     | Wittgenstein       | Pat Eddery            | Jacques de Chevigny | Marquesa Mª Soledad de Moratalla            | Green Forest      | Zino               | 1'35"50  |
| 1981 | Northjet         | m.4 | Italia      | Northfields        | Freddy Head           | Olivier Douieb      | Serge Fradkoff                              | To-Agori-Mou      | Kings Lake         | 1'34"5   |
| 1980 | Nadjar           | m.4 | Francia     | Zeddaan            | Alain Lequeux         | Aage Paus           | A. D. D. Rogers                             | Final Straw       | Manjam             | 1'38"40  |
| 1979 | Irish River      | m.3 | Francia     | Riverman           | Maurice Philipperon   | John Cunnington Jr. | Madame Raymond Adès                         | Bellypha          | A Thousand Stars   | 1'35"40  |
| 1978 | Kenmare          | m.3 | Francia     | Kalamoun           | Alain Badel           | François Mathet     | Guy de Rothschild                           | Sanedtiki         | Faraway Times      | 1'38"60  |
| 1977 | Flying Water     | h.4 | Francia     | Habitat            | Yves Saint-Martin     | Angel Penna         | Daniel Wildenstein                          | Blushing Groom    | Trepan             | 1'44"20  |
| 1976 | Gravelines       | m.4 | Francia     | Cadmus             | Gary W. Moore         | Angel Penna         | Daniel Wildenstein                          | Radetzky          | Vitiges            | 1'35"10  |
| 1975 | Lianga           | h.4 | Francia     | Dancer's Image     | Yves Saint-Martin     | Angel Penna         | Daniel Wildenstein                          | Sky Commander     | Delmora            | 1'34"60  |
| 1974 | Nonoalco         | m.3 | Francia     | Nearctic           | Lester Piggott        | François Boutin     | María Félix Berger                          | El Toro           | Coup de Feu        | 1'37"20  |
| 1973 | Kalamoun         | m.3 | Francia     | Zeddaen            | Henri Samani          | François Mathet     | S.A. Príncipe Aga Khan                      | Rose Laurel       | Sparkler           | 1'36"00  |
| 1972 | Lyphard          | m.3 | Francia     | Northern Dancer    | Freddy Head           | Alec Head           | Germaine Wertheimer                         | High Top          | Jan Ekels          | 1'38"20  |
| 1971 | Dictus           | m.4 | Francia     | Sanctus            | Yves Saint-Martin     | R. de Mony-Pajol    | Jose Marie Soriano                          | Sparkler          | Roi Soleil         | 1'37"40  |
| 1970 | Priamos          | m.6 | Alemania    | Birhahn            | Alfred Gibert         | Heinz Jentsch       | Gestüt Schlenderhan                         | Faster            | Yellow God         | 1'41"30  |

## Ganadores anteriores
| - 1921 - Guerriere II - 1922 - Zariba - 1923 - Sir Gallahad III - 1924 - Ivain - 1925 - Coram - 1926 - Saint Fortunat - 1927 - Vitamine - 1928 - Xander - 1929 - Slipper - 1930 - Pontet Canet - 1931 - Pearl Cap - 1932 - Henin - 1933 - Arpette - 1934 - Shining Tor - 1935 - Aromate - 1936 - King Kong - 1937 - En Fraude | - 1938 - Cillas - 1939 - Sémiramide - 1940 - no se disputó - 1941 - Princess Palatine - 1942 - Fine Art - 1943 - Dogat - 1944 - Priam - 1945 - Coaraze - 1946 - Sayani - 1947 - Djelal - 1948 - Golestan - 1949 - Amour Drake - 1950 - Fort Napoleon - 1951 - Seigneur II - 1952 - Arbele - 1953 - Canthare - 1954 - Ti Moun | - 1955 - Klairon - 1956 - Buisson Ardent - 1957 - Balbo - 1958 - Coup de Canon - 1959 - Sallymount - 1960 - Djebel Traffic - 1961 - Net - 1962 - Le Bon ML - 1963 - Hula Dancer - 1964 - La Bamba - 1965 - Astaria - 1966 - The Marshal - 1967 - Carabella - 1968 - Luthier - 1969 - Gris Vitesse |